# Покладов
Покладов — хутор в Алексеевском районе (городском округе, с 2018) Белгородской области, входит в состав Гарбузовского сельского поселения.

## Описание
Расположено в восточной части области, в 17 км к юго-востоку от районного центра, города Алексеевки.
| 1859 | 1897 | 2002 | 2010 |
| ---- | ---- | ---- | ---- |
| 752  | ↘590 | ↘70  | ↗83  |

Улицы и переулки
| - ул. Речная |

## История
Упоминается в Памятной книжке Воронежской губернии за 1887 год как "хуторъ Покладовъ" Алейниковской волости Бирюченского уезда. Число жителей обоего пола — 739, число дворов — 69.
Упоминается в книге «Свѣдѣнія о населенныхъ мѣстахъ Воронежской губерніи» (Изданіе Воронежскаго Губернскаго Статистическаго Комитета, 1906 г.) как "хутор Покладовъ (Иваны)" Алейниковской волости Бирюченского уезда. Число жителей обоего пола — 754, число дворов — 88.